# Jules Meese
Pour les articles homonymes, voir Meese.
Jules Joseph Meese, né le 3 septembre 1896 à Lille et mort le  1er décembre 1968  à Lomme, est un haltérophile français.
Il est quatre fois champion de France.
Il participe aux Jeux olympiques de 1928 à Amsterdam, où il termine sixième dans la catégorie des poids légers.